# Anuška
Anuška je žensko osebno ime.

## Izvor imena
Ime Anuška je različica ženskih osebnih imen Ana oziroma Nuša.

## Pogostost imena
Po podatkih Statističnega urada Republike Slovenije je bilo na dan 31. decembra 2007 v Sloveniji število ženskih oseb z imenom Anuška: 136.

## Osebni praznik
Osebe z imenom Anuška lahko godujejo takrat kot osebe z imenom Ana.